# U-2

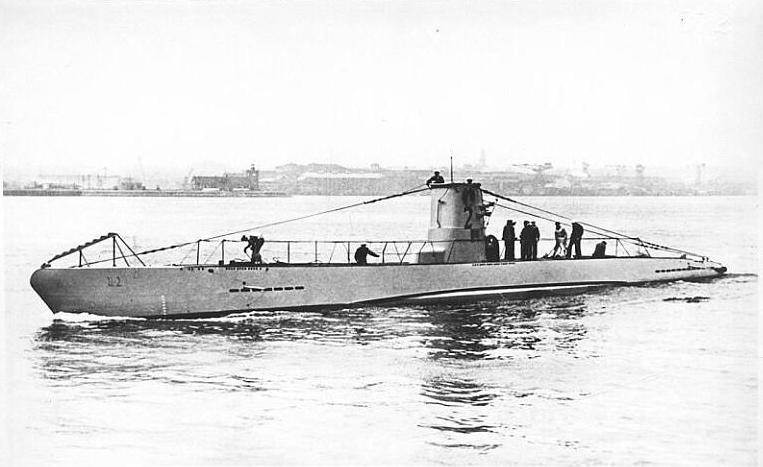

U-2는 독일 해군의 잠수함이다. U-2라는 함번호를 가진 독일 해군의 잠수함은 모두 3척이 있었다.

## 1906년의 U-2
1906년 3월 4일, 단치히의 Kaiserliche Werft에 주문된 U-2가 첫 번째 배였다. 이 U-2는 1908년 6월 18일에 진수했고, 한달 후인 7월 18일에 독일 제국해군에 정식으로 취역했다. 제1차 세계 대전 동안에는 훈련함으로 사용되어 전투 항해를 하지는 않았다. 독일이 항복한 후 1919년 2월 19일에 슈티네에서 자침했다.

## 1935년의 U-2
두 번째 U-2는 아돌프 히틀러가 재무장 선언을 한 후인 1935년에 취역한 2A형 잠수함이었다. 1935년 2월 11일, 킬의 도이체 조선소에서 진수하여 1935년 7월 25일에 취역했다. 초대 함장은 헤르만 미하헬레스(Hermann Michahelles ) 중위였고, 1944년 4월 함을 상실할 때 마지막 함장은 볼프강 쉬바르츠코프(Wolfgang Schwartzkopf) 중위였다. 이 U-2는 잠수함 학교 소속으로 승무원 훈련에 사용되었다. 전투 항해는 1940년 봄에 2번 정도가 전부였다. 이때문에 이 잠수함은 특별한 전과를 올린 것이 없다.
U-2는 1944년 4월 8일, 동프로이센의 필라우 서쪽, 북위 54.48도, 동경 19.55도 해역에서 독일 증기어선과 충돌한 후에 침몰했다. 17명이 죽고, 18명이 살아남았으며, 난파된 선체는 다음날인 4월 9일에 인양되었다.

### 역대 함장
| 이름                                                                  | 계급 | 임기 시작       | 임기 종료       | 비고              |
| --------------------------------------------------------------------- | ---- | --------------- | --------------- | ----------------- |
| 헤르만 미하헬레스(Hermann Michahelles )                               | 중위 | 1935년 7월 25일 | 1936년 9월 30일 |                   |
| 하인리히 리베(Heinrich Liebe)                                         | 대위 | 1936년 10월     | 1938년 1월      | 기사십자장 수여자 |
| 헤르베르트 슐체(Herbert Schultze)                                     | 중위 | 1938년 1월      | 1939년 3월      | 기사십자장 수여자 |
| 헬무트 로젠바움(Helmut Rosenbaum)                                     | 대위 | 1939년 3월      | 1940년 7월      | 기사십자장 수여자 |
| 한스 하이트만 (Hans Heidtmann)                                        | 중위 | 1940년 7월      | 1940년 8월      | 기사십자장 수여자 |
| 게오르그 폰 빌라모비츠-묄렌도르프(Georg von Willamowitz-Moellendorff) | 대위 | 1940년 8월      | 1941년 10월     |                   |
| 카를 쾰저(Karl Koelzer)                                               | 소위 | 1941년 10월     | 1942년 5월      |                   |
| 베르너 슈바프(Werner Schwaff)                                         | 중위 | 1942년 5월      | 1942년 11월     |                   |
| 헬무트 헤르글로츠(Helmut Herglotz)                                    | 중위 | 1942년 11월     | 1943년 12월     |                   |
| 볼프강 슈바르츠코프(Wolfgang Schwartzkopf)                            | 중위 | 1943년 12월     | 1944년 4월 8일  |                   |

### 작전 항해
- 1935년 7월 1일 - 1939년 8월 1일 : 훈련 항해
- 1939년 9월 1일 - 1940년 2월 1일 : 훈련 항해
- 1940년 3월 1일 - 1940년 4월 1일 : 훈련 항해
- 1940년 5월 1일 - 1940년 6월 30일 : 훈련 항해
- 1940년 7월 1일 - 1944년 4월 8일 : 21잠수함대

## 1962년의 U-2
3번째 U-2는 독일 연방해군의 201급 잠수함이었다. 3번째 U-2는 1962년 5월 3일에 취역했으나 1963년 7월에 임무해제되었다. 비자성선체에 미세한 균열이 발생했기 때문이었다. U-2는 다시 만들어져 205A급 잠수함으로 다시 만들어졌다. 이 배는 1991년까지 현역이었다.